# Iglesia de San Sebastián (Soria)
La iglesia de San Sebastián era una de las 35 parroquias con las que contaba la ciudad de Soria (España).

## Historia
La iglesia de San Sebastián aparecía en el censo de Alfonso X elaborado en el año 1270.
Esta iglesia se situaba entre el convento de Santa Clara y Nuestra Señora del Espino, contiguo al convento.
Desapareció en 1604.
Esta era la iglesia donde se congregaba la ciudad en caso de peste, al menos durante el siglo XV, aunque ya a finales del siglo XIV se había agregado a San Juan de Rabanera. En 1508 estaba ruinosa, siendo restaurada a causa de una epidemia. Vuelve a arreglarse en 1544 y en 1575 la Compañía de Jesús solicita que les sea concedida para celebrar culto mientras ellos consiguen su propia iglesia, pues entonces San Sebastián estaba cerrada y sólo se celebraba culto una vez al año.
Una nueva peste en 1599 hace plantearse a la ciudad otra vez el adecentamiento del edificio, pero la situación del mismo debía ser tal y el coste tan elevado que se opta por trasladar las rogativas a San Roque, con misa y procesión en la Iglesia del Salvador.

## Descripción
No se sabe nada sobre el tamaño de esta iglesia pero se cree que era una pequeña iglesia, como casi todas las parroquias que aparecían en el censo de Alfonso X elaborado en 1270 y de estilo románico. Estaba muy cerca del Convento de Santa Clara y de la Iglesia de Nuestra Señora del Espino.